# Uwe Kober
Uwe Kober (* 24. April 1961) ist ein ehemaliger deutscher Fußballspieler.

## Laufbahn
Der Mittelfeldspieler gab am 10. August 1983, dem zweiten Spieltag der Saison 1983/84, sein Debüt in der 2. Bundesliga für Rot-Weiss Essen im Spiel gegen SG Union Solingen. Kober machte in seiner Premierensaison 29 Spiele und erzielte sechs Tore. Mit RWE rutschte er jedoch am letzten Spieltag der Saison auf einen Abstiegsrang und stieg in die Amateuroberliga Nordrhein ab, da der direkte Konkurrent Rot-Weiß Oberhausen 4:0 siegte, während Essen beim Bundesliga-Aufsteiger FC Schalke 04 mit 2:3 unterlag. In den folgenden zwei Jahren war Uwe Kober ein wichtiger Bestandteil der Essener Oberligamannschaft. Mit den Rot-Weissen von der Hafenstraße wurde er 1985 und 1986 Meister der Oberliga und stieg im zweiten Jahr wieder in die 2. Bundesliga auf. Daraufhin verpflichtete ihn der ins Amateurlager abgestiegene MSV Duisburg. Bei den Zebras entwickelte sich Kober neben Michael Tönnies zu einem zuverlässigen Torjäger, in 84 Oberligaspielen erzielte er 51 Tore. Er wurde mit dem Verein 1987 Deutscher Amateurmeister sowie 1988 und 1989 Meister der Oberliga Nordrhein. Den MSV führte er 1988/89 zum Aufstieg in die zweite Bundesliga und 1991 folgte sogar der Aufstieg in die erste Bundesliga. Nach 12 Bundesligaeinsätzen in der Saison 1991/92 wechselte Uwe Kober zur Saison 1992/93 zum Zweitliga-Aufsteiger Wuppertaler SV. Mit dem Klub aus dem Bergischen Land schaffte er den Klassenerhalt, Kober verlor jedoch verletzungsbedingt in der Folgesaison seinen Stammplatz und machte nicht ein Spiel. Nach dem Abstieg 1994 spielte er für den WSV noch eine Saison in der drittklassigen Regionalliga West/Südwest.
Heute spielt Uwe Kober noch in der Traditionsmannschaft von Bayer 04 Leverkusen.